# Raffaello Ducceschi
Raffaello Fabio Ducceschi (Sesto San Giovanni, 25 febbraio 1962) è un ex marciatore italiano, 4º nella 50 km ai Mondiali di Roma 1987.

## Biografia

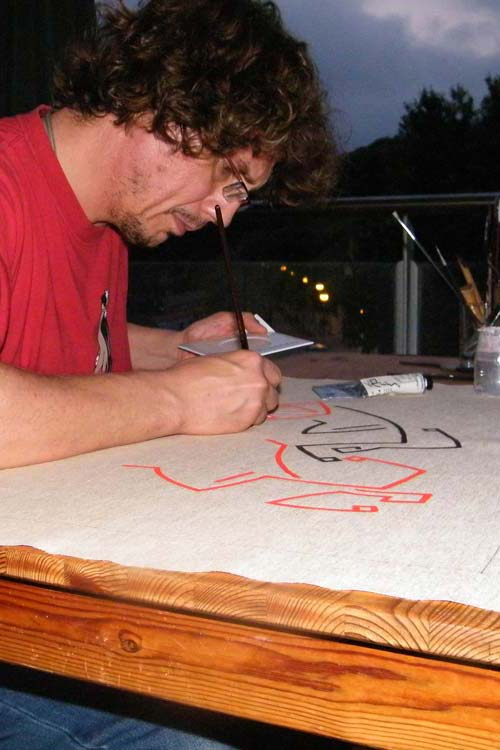
Raffaello Ducceschi alle prese con una delle sue opere

Allenato dal 1980 al 1984 da Roberto Vanzillotta, dal 1985 al 1986 da Antonio La Torre, nella prima metà del 1987 da Pietro Pastorini e dal maggio 1987 a tutto il 1988 da Sandro Damilano. Fu il primo atleta a trasferirsi a Saluzzo per allenarsi sotto la guida di Sandro Damilano con Maurizio Damilano ed il gemello Giorgio Damilano. Il suo esempio fu seguito da altri campioni portando alla nascita della scuola del cammino di Saluzzo.
Due volte finalista sui 50 km di marcia ai Giochi olimpici, a Los Angeles 1984 e Seul 1988, la sua impresa principale fu ai Campionati del mondo di atletica leggera 1987 allorché sebbene colto da dissenteria nel corso della gara e costretto a fermarsi più volte a bordo strada, fu comunque capace di giungere al traguardo, ottenendo il 4º posto.
Terminata la carriera sportiva, Ducceschi è diventato un designer. Vive e lavora a Barcellona in Spagna, ove insegna grafica e design. È istruttore di fitwalking dal 2001.

## Palmarès
| Anno | Manifestazione  | Sede        | Evento       | Risultato | Prestazione | Note  |
| ---- | --------------- | ----------- | ------------ | --------- | ----------- | ----- |
| 1984 | Giochi olimpici | Los Angeles | Marcia 50 km | 5º        | 3h59'26"    |       |
| 1987 | Universiade     | Zagabria    | Marcia 20 km | Oro       | 1h25'02"    | [ 4 ] |
| 1987 | Mondiali        | Roma        | Marcia 50 km | 4º        | 3h47'09"    |       |
| 1988 | Giochi olimpici | Seul        | Marcia 50 km | 8º        | 3h45'43"    |       |

## Campionati nazionali
- 3 volte campione nazionale assoluto nella marcia 50 km (1983, 1984, 1988)[5]

1983
- Oro ai Campionati italiani assoluti, marcia 50 km - 3h58'28"

1984
- Oro ai Campionati italiani assoluti, marcia 50 km - 3h43'02"

1988
- Oro ai Campionati italiani assoluti, marcia 50 km - 3h44'27"

## Altre competizioni internazionali
1984
- 1° in Coppa Città di Sesto San Giovanni, marcia 30 km

1985
- 5º in Coppa del mondo di marcia ( Isola di Man), marcia 50 km - 3h59'55"

1987
- 10º in Coppa del mondo di marcia ( New York), marcia 50 km - 3h52'29"